# Flavio Alfaro (Manabí)
Flavio Alfaro ist eine Kleinstadt und die einzige Parroquia urbana im Kanton Flavio Alfaro der ecuadorianischen Provinz Manabí und Sitz der Kantonsverwaltung. Die Parroquia besitzt eine Fläche von 983,9 km². Die Einwohnerzahl lag im Jahr 2010 bei 18.536. Davon lebten 6197 Einwohner im urbanen Bereich von Flavio Alfaro.

## Lage
Die Parroquia erstreckt sich über die Cordillera Costanera im Norden der Provinz. Die 149 m hoch gelegene Stadt Flavio Alfaro befindet sich 95 km nordöstlich der Provinzhauptstadt Portoviejo. Die Stadt liegt an der Fernstraße E38 (Portoviejo–Santo Domingo de los Colorados). Die westliche Verwaltungsgrenze verläuft entlang der Wasserscheide zum weiter westlich gelegenen Einzugsgebiet des Río Jama. Der südliche und zentrale Teil der Parroquia wird nach Osten über den Río de Oro, einen Zufluss des Río Daule, entwässert. Der Nordosten des Verwaltungsgebietes wird über den Río Quinindé, einen Zufluss des Río Esmeraldas, nach Nordosten entwässert.
Die Parroquia Flavio Alfaro grenzt im Nordosten und im Osten an die Parroquias San Pedro de Suma, Wilfrido Loor Moreira und an El Carmen (alle drei im Kanton El Carmen), im Süden an Chone und Ricaurte (beide im Kanton Chone), im Südwesten an die Parroquia Zapallo, im Westen an die Parroquias Eloy Alfaro und Convento (beide im Kanton Chone) sowie im Norden an die Parroquia San Francisco de Novillo und an die Parroquia Chibunga (Kanton Chone).

## Geschichte
Ursprünglich gab es das Recinto Pescadillo in der Parroquia Ricaurte im Kanton Chone. Am 23. September 1940 wurde die Parroquia Flavio Alfaro gegründet und der Ort als Verwaltungssitz entsprechend umbenannt. Namensgeber war Flavio Alfaro, Bruder des mehrmaligen ecuadorianischen Präsidenten Eloy Alfaro, wie dieser General und u. a. Kriegsminister Ecuadors. Am 20. April 1988 wurde der Kanton Flavio Alfaro eingerichtet und die Parroquia als Parroquia urbana zu dessen Verwaltungssitz.